# Abe no Nakamaro
Abe no Nakamaro (阿倍仲麻呂 (A Bội Trọng Ma Lữ)/ あべ の なかまろ) (701 – 770), là một chính trị gia kiêm nhà thơ gốc Nhật thời Đường ở Trung Quốc. Thời kỳ làm quan tại Trung Quốc ông có tên gọi bằng tiếng Trung là Triều Hoành (朝衡), Tiều Hoành (晁衡), Trào Hoành (鼂衡), tự Cự Khanh (巨卿).
Abe no Nakamaro sinh ở Yamato (Đại Hòa quốc), là một lưu học sinh trong thời kỳ Nara, được gửi sang Trung Quốc để học tập, sau đó ông tham gia thi cử tại đây và đỗ tiến sĩ, được nhà Đường lưu lại làm quan.

## Xuất thân
Abe no Nakamaro là hậu duệ của dòng dõi quý tộc có nguồn gốc từ Thiên hoàng Kōgen. Cha đẻ ông là Abe no Funamori (阿倍船守, A Bội Thuyền Thủ), từng giữ chức trung vụ đại phụ. Ông là con trai trưởng, từ thuở nhỏ đã có tiếng là thông minh hiếu học, tài hoa hơn người.

## Du học và làm quan ở Trung Quốc
Năm 717, Tajihi no Agatamori (多治比縣守, Đa Trì Bỉ Huyền Thủ) làm khiển Đường sứ, bằng thuyền từ cảng Namba tới kinh đô nhà Đường tại Trường An, Abe no Nakamaro được tuyển làm khiển Đường lưu học sinh, cùng đi còn có một lưu học sinh nổi tiếng khác, sau này trở thành hữu đại thần của Nhật Bản là Kibi no Makibi (吉備 真備, Cát Bị Chân Bị). Tổng cộng đoàn đi bao gồm 4 chiếc thuyền với 557 người vượt qua biển khơi mênh mông, nhằm hướng tây tiến về biển Hoa Đông, tại Dương Châu (có thuyết cho là Minh Châu) rời thuyền lên bộ. Sau một thời gian học tập chịu nhiều đói rét và gian khổ, Abe no Nakamaro tham gia kỳ thi của nhà Đường và đỗ tiến sĩ.
Năm 725 ông nhậm chức tả xuân phường tư kinh cục giáo thư (phụ trách chỉnh lý điển tịch, hàm chánh cửu phẩm hạ) tại Lạc Dương, năm 728 đổi làm tả thập di (hàm tòng bát phẩm thượng), năm 731 nhậm chức tả bổ khuyết (hàm tòng thất phẩm thượng) tại môn hạ tỉnh. Do là người có tài đức, văn thơ hay, được Đường Huyền Tông thưởng thức, nên sau đó ông được giao làm bí thư giám, ban cho tên gọi là Triều Hoành, hầu hạ hàng ngày bên cạnh vua. Ông là bạn bè văn thơ với Lý Bạch, Vương Duy, Trữ Quang Hi, Bao Cát.

## Trở về quê hương

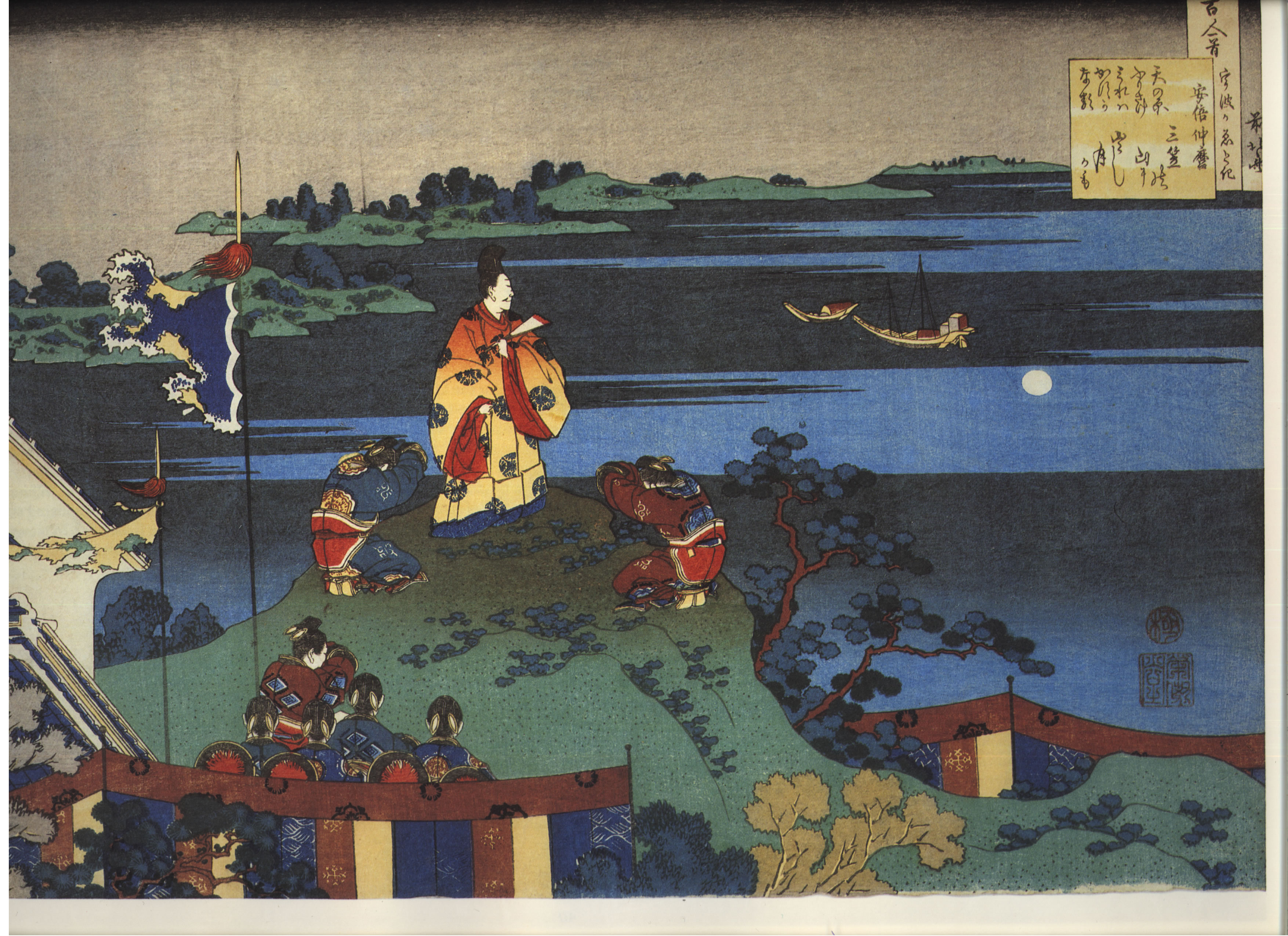
Hình vẽ Abe no Nakamaro trong loạt tranh khắc gỗ kiểu ukiyo-e của Hokusai.

Tháng 10 âm lịch năm 753, sau khi được phép cho trở về quê hương, Triều Hoành cùng Fujiwara no Kiyokawa (藤原清河, Đằng Nguyên Thanh Hà), Ōtomo no Komaro (大伴古麻呂, Đại Bạn Cổ Ma Lữ) và Kibi no Makibi chỉ huy đoàn thuyền gồm 4 chiếc, từ Hoàng Tứ Phố, Tô Châu xuất hành. Trước khi ông ra đi, Vương Duy có làm bài thơ "Tống bí thư Triều giám hoàn Nhật Bản quốc". Trong đoàn đi còn có một cao tăng của chùa Duyên Quang tại Dương Châu là hòa thượng Giám Chân, người từ 11 năm trước đã từng 5 lần tổ chức vượt biển tới Nhật Bản để truyền đạo nhưng bất thành.

## Gặp nạn trên biển
Ra tới giữa biển khơi thì đoàn thuyền gặp sóng to gió lớn, nên các thuyền bị trôi dạt. Thuyền chở Giám Chân cùng 2 thuyền khác tới được Nhật Bản vào ngày 20 tháng 12 âm lịch năm 753, nhưng chiếc thuyền chở Triều Hành thì bị sóng gió xô đẩy, mất liên lạc.
Cho tới tháng 3 năm 754 vẫn không có tin tức gì về chiếc thuyền này. Nhà thơ Lý Bạch, bạn văn thơ của ông đã sáng tác bài "Khốc Triều khanh Hoành" (哭晁卿衡) để tưởng nhớ tới ông, do cho rằng ông đã chết trên biển. Tuy nhiên, chiếc thuyền chở ông đã trôi dạt tới Hoan Châu An Nam (khi đó do nhà Đường cai trị, nay thuộc tỉnh Nghệ An, Việt Nam), và bị đạo tặc tại khu vực này tập kích, giết chết trên 177 người, nhưng ông cùng Fujiwara no Kiyokawa may mắn thoát chết.

## Trở về Trường An
Tháng 6 năm 755, ông và Fujiwara no Kiyokawa cùng khoảng 10 người còn sống sót sau khi vượt qua nhiều gian nan nguy hiểm đã về tới Trường An. Cùng năm, An Lộc Sơn nổi loạn (trong lịch sử người ta thường gộp chung với loạn do Sử Tư Minh cầm đầu để gọi là loạn An Sử), đường giao thông Trung Quốc-Nhật Bản do vậy trở nên nguy hiểm, và như thế Triều Hành cũng từ bỏ hi vọng trở về quê hương.

## Làm quan ở An Nam và qua đời
Triều Hành được Đường Túc Tông và Đường Đại Tông tín nhiệm, phong làm quan tới tả tán kị thường thị (ngự tiền gián quan, hàm tòng tam phẩm) và sau đó là tiết độ sứ Trấn Nam đô hộ phủ (hàm chánh tam phẩm) từ năm 761 tới năm 767. Chức quan cao nhất của ông là Lộ Châu đại đô đốc (hàm tòng nhị phẩm).
Tháng 1 năm 770 ông mất tại Trường An, thiên hoàng Nhật Bản truy phong cho ông hàm quan chánh nhị phẩm.

## Sáng tác
- Hàm mệnh hoàn quốc tác, tác phẩm duy nhất của người ngoại quốc được chép lại trong Văn uyển anh hoa thời Tống.
- Vọng hương
- Tư quy

## Kỉ niệm

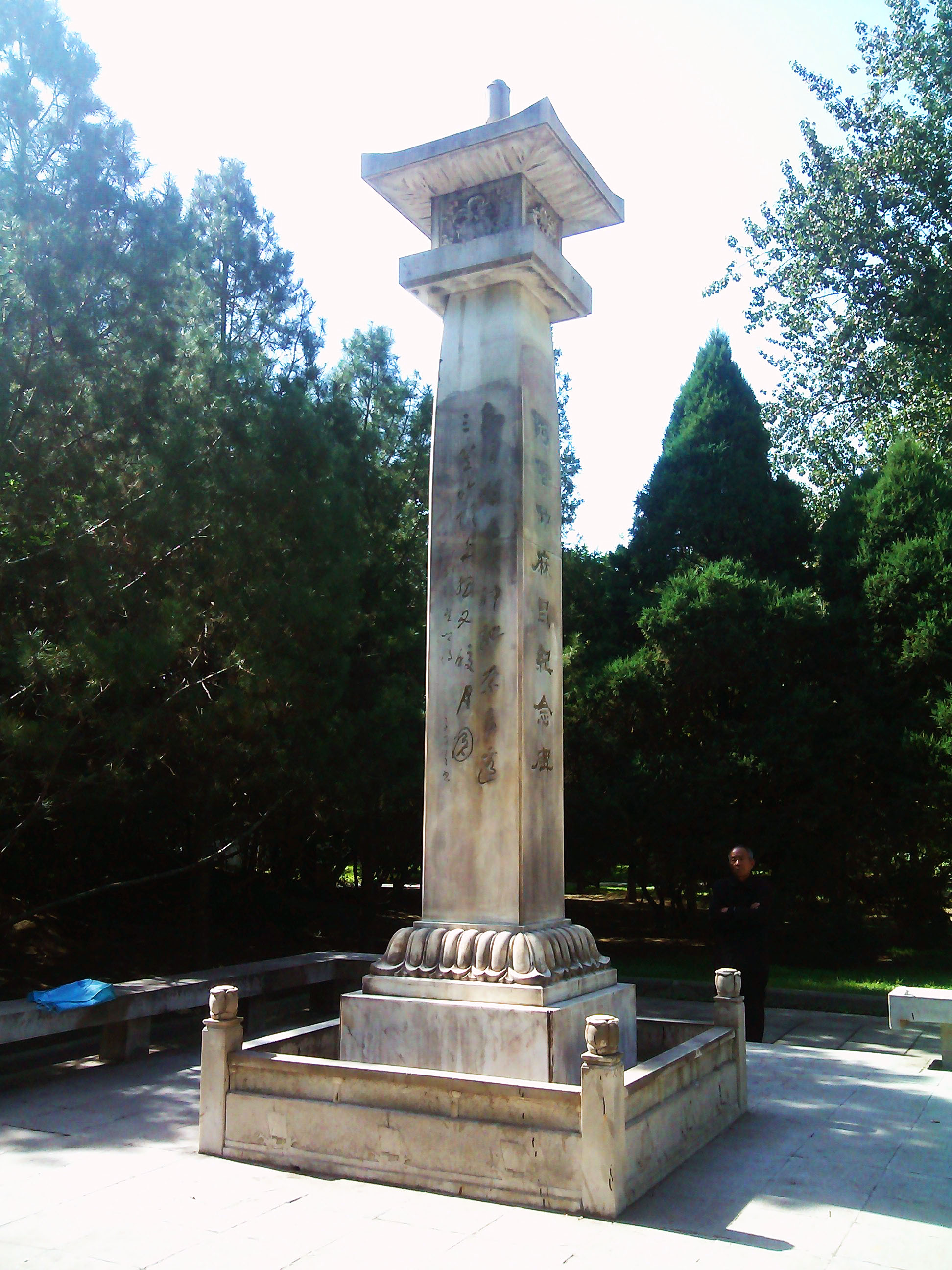
Bia kỉ niệm Abe no Nakamaro ở Tây An.

Năm 1979, tại công viên Hưng Khánh ở Tây An người ta đã lập bia kỷ niệm và nhà kỷ niệm Abe no Nakamaro. Tại tỉnh Giang Tô cũng có bia ghi ơn Abe no Nakamaro.